# Samtgemeinde Uelsen
La comunità amministrativa di Uelsen (Samtgemeinde Uelsen) si trova nel circondario della Contea di Bentheim nella Bassa Sassonia, in Germania.

## Suddivisione
Comprende 7 comuni:
1. Getelo
2. Gölenkamp
3. Halle
4. Itterbeck
5. Uelsen
6. Wielen
7. Wilsum

Il capoluogo è Uelsen.